# Rhinotragus bizonatus
Rhinotragus bizonatus är en skalbaggsart som beskrevs av Pierre Émile Gounelle 1911. Rhinotragus bizonatus ingår i släktet Rhinotragus och familjen långhorningar. Inga underarter finns listade i Catalogue of Life.